# Matija Skurjeni
Matija Skurjeni (* 1898 in Veternica, Kroatien; † 4. Oktober 1990 in Zaprešić, Kroatien) war ein autodidaktischer kroatischer Maler. Er gilt als bedeutender Vertreter der autodidaktischen Kunst im 20. Jahrhundert und war in internationalen Ausstellungen vertreten.

## Leben
Matija Skurjeni wurde 1898 in dem Dorf Veternica im damaligen Österreich-Ungarn geboren. Früh begann er eine berufliche Laufbahn bei der Eisenbahn, wo er bis zu seiner Pensionierung im Jahr 1956 tätig war – mit Unterbrechungen, etwa im Ersten Weltkrieg.
Bereits in den 1920er-Jahren entstanden erste künstlerische Arbeiten. Im Jahr 1945 gründete Skurjeni zusammen mit anderen Beschäftigten in Zagreb den Verein für Kunst und Kultur der Eisenbahner, den sie Vinko Jeđut nannten. Dort nahm er an Abendkursen für Malerei teil, die inhaltlich und formal an akademische Ausbildungsstandards angelehnt waren.
Über den kroatischen Schriftsteller Radovan Ivšić, der in Paris lebte, kam Skurjeni ab 1959 in Kontakt mit André Breton sowie weiteren surrealistischen Kunstschaffende und Intellektuellen wie Toyen, José Pierre, Mimi Parent und Jean Benoît. Breton veröffentlichte Skurjenis Werke in den surrealistischen Zeitschriften Phases und La Brèche.
1962 organisierte Ivšić eine Ausstellung in der Pariser Galerie Mona Lisa. Breton zeigte sich beeindruckt von Skurjenis Werk und erwarb das Gemälde Hula Hop (1959). Im Jahr 1963 entstand Erstes Manifest für André Breton, eine Hommage an Max Ernsts Au rendez-vous des amis (1922), das die Surrealisten vor Veröffentlichung des ersten surrealistischen Manifests zeigt.
1970 wurde Skurjeni mit dem Werk Die Akrobaten (1961) in der Ausstellung Surrealism? im Moderna Museet in Stockholm gezeigt. Die Ausstellung präsentierte internationale Künstler, die sich mit den Ideen des Surrealismus auseinandersetzten, darunter Giorgio de Chirico, Joan Miró, Meret Oppenheim und Man Ray.
Seine Arbeiten wurden außerdem u. a. in der Ausstellung Die Kunst der Naiven (1974–1975) im Haus der Kunst in München und im Kunsthaus Zürich gezeigt. Diese wurde von Oto Bihalji-Merin kuratiert.
Matija Skurjeni lernte in den 1960er-Jahren die deutsche Kunstsammlerin Charlotte Zander kennen, die zahlreiche Werke von ihm erwarb. Zanders Museum im Schloss Bönnigheim widmete dem Künstler 1998 eine umfassende Einzelausstellung. In der dazu von Zander herausgegebenen Monographie schreibt der Kunsthistoriker Vladimir Crnković: „[…] ungeachtet dessen, wie und womit wir die Alchemie der Phantasie begründen mögen, ob wir diesen Maler der Naive oder dem Surrealismus (oder beidem) zuordnen wollen – wesentlich ist, dass Matija Skurjeni ein großer Künstler ist.“
Skurjeni dokumentierte seine Besuche bei Zander malerisch in Werken wie Frau Zander und Skurjeni in Heidelberg (1967), Skurjeni reist nach Heidelberg (1965) oder Mein Erlebnis, Weißbach, Odenwald (1965).

### Späte Jahre und Nachlass
1975 musste Skurjeni seine künstlerische Tätigkeit krankheitsbedingt aufgeben. 1984 schenkte er einen Teil seines Werks der Stadt Zaprešić, die damit das Matija-Skurjeni-Museum gründete. Ein großer Teil seiner Werke ist außerdem in der Sammlung Zander in Köln vertreten. Er starb 1990 in Zaprešić.

## Künstlerisches Werk
Skurjenis Frühwerk war stark vom akademischen und sozialistischen Realismus beeinflusst, der in Jugoslawien zur Zeit seiner Ausbildung vorherrschte. Nach seiner Pensionierung im Jahr 1956 wandte er sich vollständig der Kunst zu und entwickelte ein eigenständiges Œuvre, das sich von den gängigen Kunstströmungen sowohl des Ostens als auch des Westens abgrenzte, sich mit deren Fragestellungen jedoch intensiv auseinandersetzte.
Obwohl Skurjenis Werk häufig als „naiv“ bezeichnet wird, insbesondere aufgrund seiner autodidaktischen Herkunft, lässt es sich nicht eindeutig einer kunstgeschichtlichen Kategorie zuordnen.
Seine Werke zeigen oft in surreal wirkender Bildsprache gemalte Landschaften, Wälder, Gebirge und architektonische Fantasiegebilde. Häufig bildet er darin Menschen, Tiere und Fabelwesen ab, die auf metaphorische oder symbolische Weise miteinander in Verbindung zu treten scheinen. Skurjeni verarbeitete außerdem politische und gesellschaftliche Themen, persönliche Erlebnisse sowie Inhalte aus seinen Träumen.